# Kloster Malchow

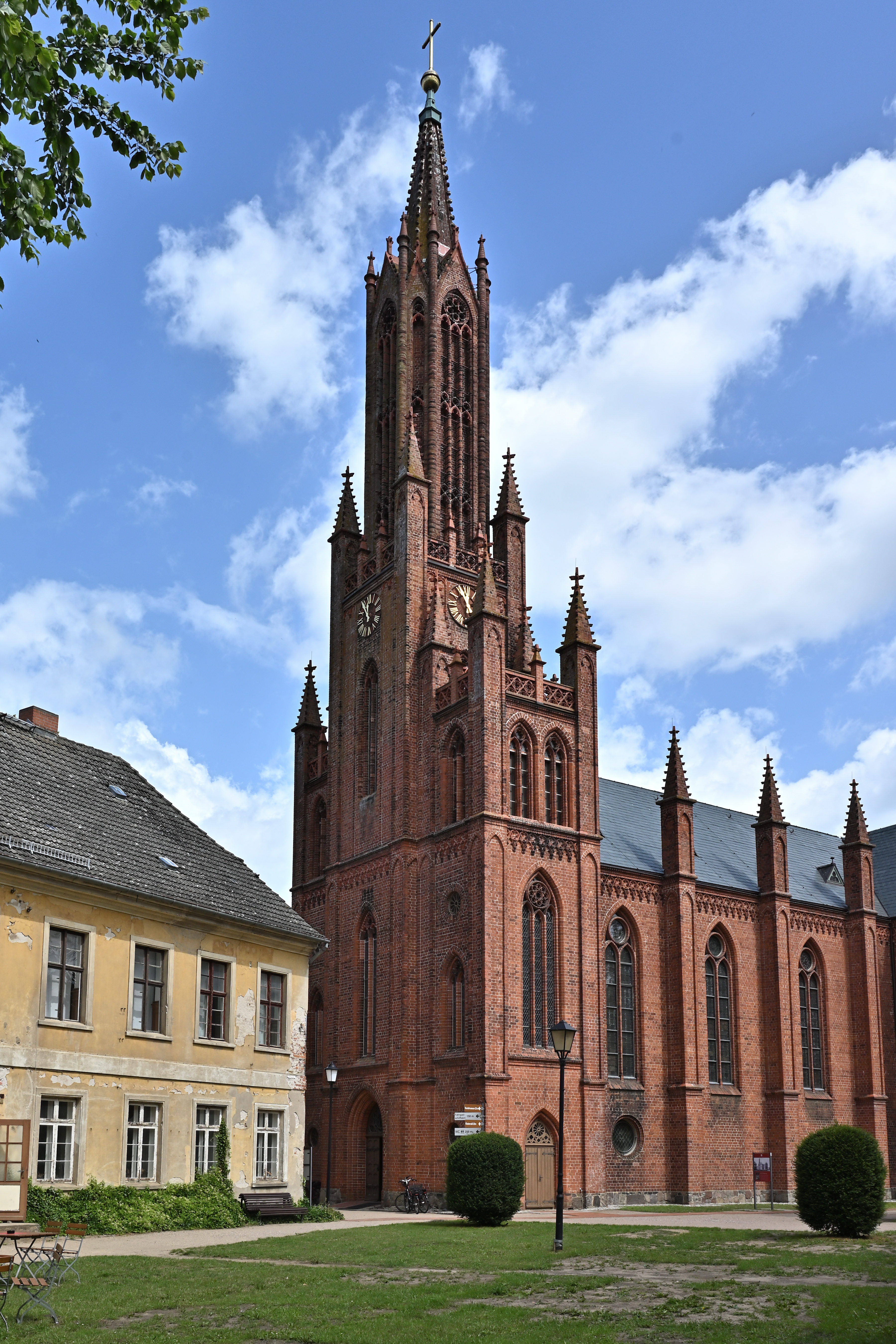
Klosterkirche (2023)

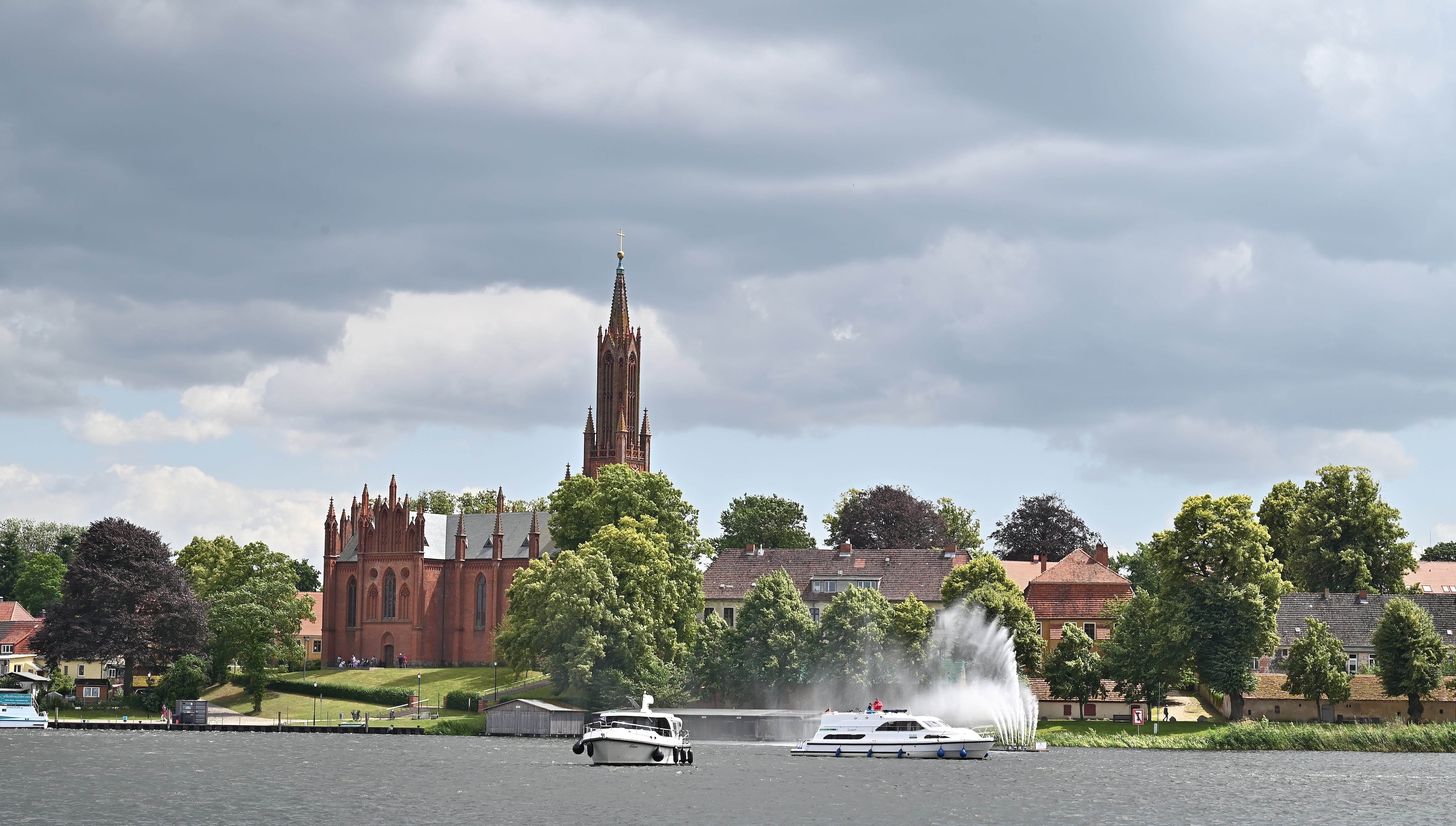
Ansicht von der Altstadtinsel im See (2008)

Das Kloster Malchow ist ein ehemaliges Magdalenerinnenkloster in Alt Malchow im Landkreis Mecklenburgische Seenplatte in Mecklenburg-Vorpommern und liegt auf der Südseite des Malchower Sees.

## Geschichte
Ein erstes Kloster der Magdalenerinnen, „Büßerinnen in der Nachfolge Maria Magdalenas“ (sorores penitentes s. Marie Magdalene), entstand vor 1274 in Neu Röbel an der Müritz.

### Ordenszugehörigkeit
Zwischen dem 21. Mai und dem 2. Juni 1298 wurde der Konvent des Ordens der Büßerinnen durch Bischof Gottfried I. von Bülow aus der Havelberger Diözese in das Archidiakonat Waren im Dorf Alt Malchow am Südufer des Malchower See verlegt. Die Konventsgebäude in Röbel übernahmen Dominikaner.

### Klostergeschichte bis zur Säkularisierung
Nikolaus II. von Werle übertrug unter Zustimmung seiner Mutter Sophia dem Frauenkloster 1298 die Kirchenpatronate zu Alt- und Neu-Malchow und Lexow.
Im 15. Jahrhundert galt der Konvent als zisterziensisch.

### Umwandlung in ein Landeskloster
Nach der Reformation wurde das Kloster mit Artikel 4 der Sternberger Assekuration vom 2. Juli 1572 in ein adeliges Damenstift umgewandelt und den vereinten Landständen überwiesen. Mit dem Kloster Dobbertin und dem Kloster Ribnitz bildete es die drei Landesklöster der mecklenburgischen Ritterschaft. Die Voraussetzungen für eine Aufnahme waren der Nachweis der Klosterfähigkeit; dazu zählten die adlige Herkunft mit Ahnenprobe, die Jungfräulichkeit, die christliche Religion und die schriftliche Erklärung zur „inländischen Abstammung“. Nur Angehörige des „einheimischen und rezipierten Adels“ hatten das Recht, ihre Töchter einschreiben zu lassen. Eltern ließen schon wenige Tage nach der Geburt die älteste Tochter in Dobbertin, die zweitgeborene in Malchow und die dritte Tochter in Ribnitz einschreiben. Wenn ein Klosterplatz durch Abgang oder Tod frei wurde, durfte nach der Einschreibeliste das nächste Fräulein „einrücken“. Bis zur Aufforderung „zum Einrücken in das Kloster“ waren Wartezeiten von 40 bis 50 Jahren auf einen freien Platz üblich.
Als Folge der Revolution 1918 wurden die Landstände als Körperschaft aufgehoben, die Landesklöster zunächst der staatlichen Aufsicht unterstellt und durch die Verfassung für den Freistaat Mecklenburg-Schwerin und das Einführungsgesetz vom 17. Mai 1920 ganz aufgehoben. Zu diesem Zeitpunkt bestehende Einschreibungen blieben davon jedoch unberührt. Die Klosteramtsgeschäfte führte ein Herr von Lücken.

## Klosteranlage
Die Klosteranlage liegt auf der Ostseite des Malchower Sees, gegenüber der auf einer Insel liegenden Stadt Malchow und wird geprägt durch die Kirche. Zur Klosteranlage gehört neben dem Friedhof auch der sogenannte Engel'sche Garten, der in der Zeit des Küchenmeisters Christian Engel von 1786 bis 1818 angelegt und 1856 fertiggestellt wurde.

### Baugeschichtliche Entwicklung
Bis zum großen Umbau 1722, 1729 und 1730 blieben die meisten Gebäude erhalten, nur in der Ausstattung wurden sie den veränderten Bedürfnissen angepasst. Von der alten Anlage existieren noch Teile des Kreuzganges mit Klausurgebäuden.

## Klosterkirche

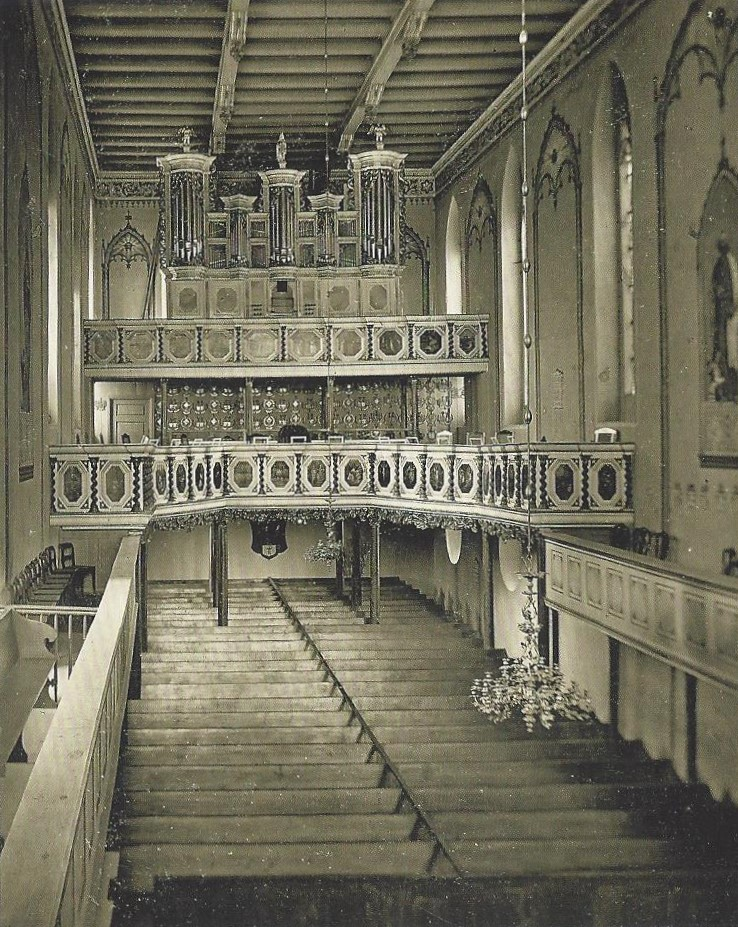
Damenchor mit Orgelempore (vor dem Brand von 1888)

Die Klosterkirche wurde von 1844 bis 1849 nach Plänen Friedrich Wilhelm Buttels errichtet. Zur Grundsteinlegung des Turmes am 3. April 1844 gab es ein spezielles Festprogramm. Am Westbau wurde ein 52 Meter hoher quadratischer Turm mit achteckigem Aufsatz angefügt und von 1847 bis 1849 das Kirchenschiff erneuert. Nach einem Brand 1888 wurde die Kirche bis 1890 im neugotischen Stil nach den Plänen Georg Daniels umfassend erneuert und eingewölbt.

### Orgelmuseum
In der Klosterkirche, heute Konzertsaal und Orgelmuseum, und im nahegelegenen ehemaligen Pfarrhaus befindet sich die Ausstellung zur Geschichte des mecklenburgischen Orgelbaus. Das Mecklenburgische Orgelmuseum ist das erste seiner Art in den Neuen Ländern der Bundesrepublik. In der Klosterkirche selbst befindet sich eine Orgel von Friedrich Friese III.

## Persönlichkeiten
Liste der Persönlichkeiten des Klosters Malchow.

### Pröpste
Namen und Jahreszahlen bezeichnen die nachweisbare Erwähnung als Propst und Pastor.
- 1298 Albert
- 1303 Hermann
- 1309 Gerhard
- 1317–1318 Heinrich
- 1332–1333 Bodo
- 1338–1341 Johannes
- 1344 Johannes Katzow
- 1345–1348 Herman
- 1351 Johannes Budden
- 1352 Heinrich
- 1449–1520 Johannes Grabow
- 1534–1538 Heinrich von Bülow
- 1668–1699 Hartmann
- 1826 Christoph Gottlieb Diederich Prahst
- 1854–1856 Scheven

### Klosterhauptmänner
- 1572–1584 Christoph von der Osten
- 1621–1637 Wiegand III. Moltzan,[6]
- 1660–1708 Landrat Christoph Friedrich von Jasmund.[7] 1659–1674 Klosterhauptmann zu Dobbertin.[8]
- erwähnt 1712 Ulrich Hans von Restorff († 1717) auf Möderitz und Neuhof.[9][10]
- erwähnt 1737 Marschall von Blücher.[11]
- erwähnt 1724 von der Osten
- erwähnt 1755 Johann Wilhelm von Pressentin auf Prestin.[12]
- erwähnt 1786 Kammerjunker von Raven auf Necheln
- 1829–1842 Landrat Ernst von Blücher auf Teschow.[13]
- 1845–1852 Kammerherr Carl August von Borck auf Möllenbeck
- 1855–1866 Kammerherr Carl Diedrich Nicolai von Oertzen auf Marin
- 1866–1884 Kammerherr August Baron von Maltzahn auf Schloss Grubenhagen
- 1886–1911 Landrat Emil Friedrich August von Gundlach auf Hinrichsberg

### Provisoren
- Andreas Pritzbuer auf Schwetz († 1639 oder früher)
- erwähnt 1602 Levin von Linstow, danach Klosterhauptmann im Kloster Dobbertin.
- 1639–1658 Wentzloff IV. von Knuth.
- Jacob Ernst von Knuth (Rittmeister) († 1675)
- Joachim Friedrich von Knuth (Provisor) († 1684)
- erwähnt von Zülow.[14]
- Jürgen von Sperling auf Wessin († 1719[15]), Grabplatte in der Marienkirche Plau
- 1734–1740 Hauptmann von Hobe.[16]
- erwähnt 1740 Major von Schack auf Groß Raden.[17]
- erwähnt 1764 Hauptmann von Bülow auf Camin.
- erwähnt 1786 Hauptmann Georg Christoph von Pressentin auf Daschow.
- erwähnt 1788 Hauptmann von Blücher.
- 1845–1852 Kammerherr Carl August von Borck auf Möllenbeck (Teilherzogtum Schwerin).
- 1850–1854 Theodosius von Levetzow auf Koppelow (Teilherzogtum Güstrow).
- 1854–1858 Major Georg Emil von Bülow auf Rogeez (Teilherzogtum Schwerin)
- 1854–1857 Adolf August Helmuth Albrecht Freiherr von Maltzan auf Groß Luckow (Teilherzogtum Güstrow)
- 1860–1866 Kammerherr August Baron von Maltzahn auf Schloss Grubenhagen (Teilherzogtum Güstrow)
- 1862–1870 Wilhelm von Passow auf Grambow (Teilherzogtum Schwerin)
- 1866–1882 Rittmeister Friedrich Herrmann Otto von Plüskow auf Ahrenshagen (Teilherzogtum Güstrow)
- 1876–1880 Rittmeister Friedrich Christian von Bülow auf Rogeez (Herzogthum Schwerin)
- 1900–1908 Adolf Karl Otto Alexander Graf von Bassewitz-Behr auf Lützow (Herzogthum Schwerin)
- 1902–1906 Henning Wilhelm Julius Ludwig von Lücken auf Massow (Herzogthum Güstrow)
- erwähnt 1920 von Heyden auf Bredenfelde.
- erwähnt 1920 von Mecklenburg auf Wieschendorf.

### Priorinnen
- 1339–1351 Elisabeth
- erwähnt 1351 Mechthild
- 1355–1374 Mechthild Sabekendorp
- 1383–1387 Ida van dem Hagen
- 1395–1396 Benedikta Gamm
- erwähnt 1402 Adriane Flotow
- 1410–1414 Ilsebe Pritzbuer
- 1482–1508 Jutta von Hahn
- 1508–1520 Katharina von Hahn
- erwähnt 1546 Anna von Wangelin
- erwähnt 1580 Barbara Rostken
- erwähnt 1942 Hedwig von Flotow

### Konventualinnen
- Charlotte von Hobe (1792–1852), Schriftstellerin und Stiftsdame
- erwähnt 1945 Elisabeth von Preen
- erwähnt 1945 Martha von Schlieffen
- Helene von Oertzen
- Irmgard von Stenglin
- erwähnt 1946 Margarethe von Brandenstein

### Dominae
- erwähnt 1647 Anna von Maltzahn.[18]

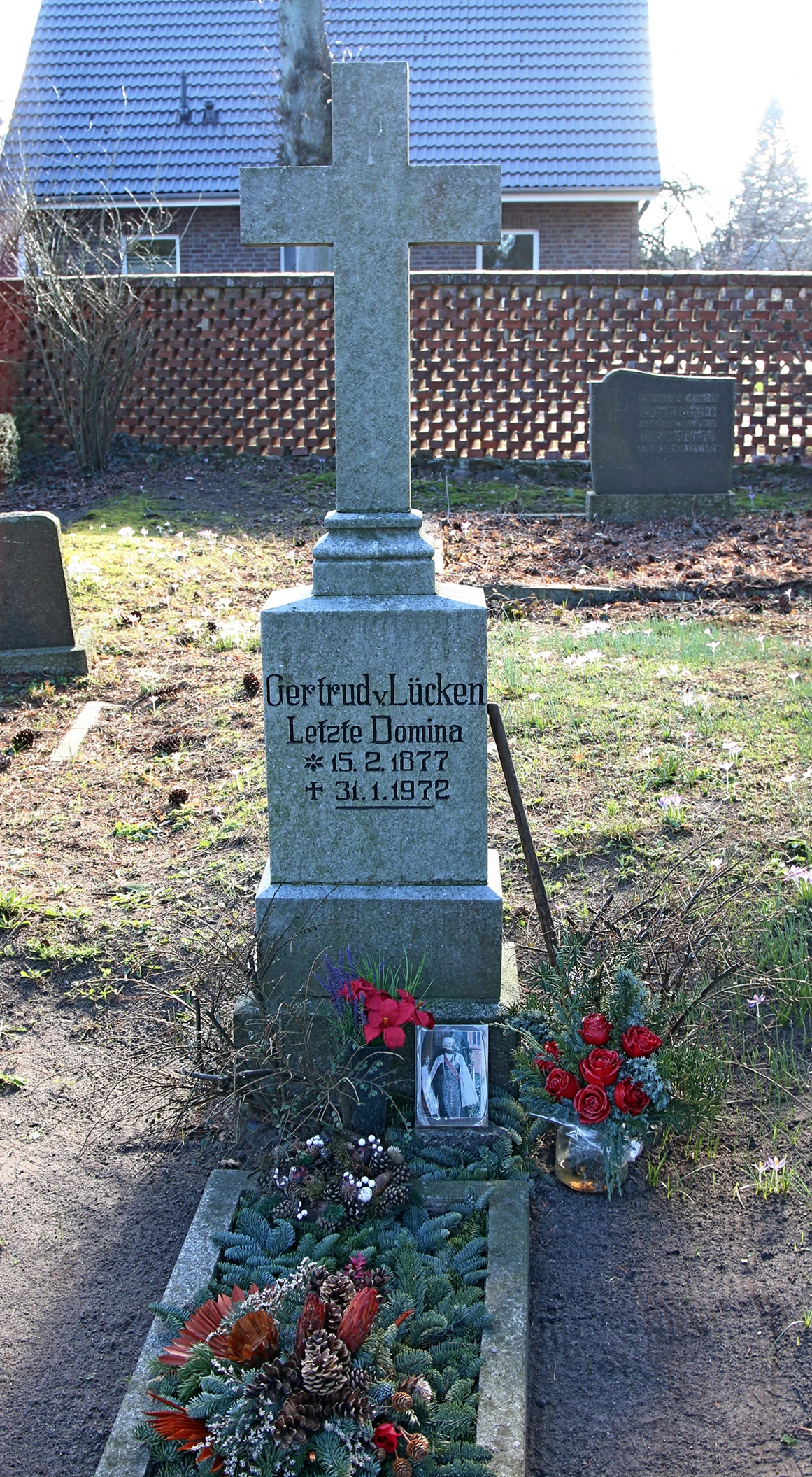
Grab der letzten Domina (2019)

- 1764–1786 Sophia Dorothea von Pritzbuer.
- 1832–1837 Friederike von Below a. d. H. Deven.
- 1845–1853 Charlotte D. F. von Pressentin a. d. H. Stieten.[19]
- 1859–1866 C. L. F. von Flotow.
- 1867–1878 F. Baronesse von Hammerstein.
- 1880–1999 Emma von Flotow.[20]
- 1902–1905 Julie von Mecklenburg.
- 0000–1920 Jenny von Blücher.
- 1925–1946 Eleonora von Bassewitz.[21]
- 1944–1972 Gertrud von Lücken. (94 Jahre)

### Küchenmeister
- 1677–1700 Heinrich Dug(g)en
- 1730–1734 Karl Valentin Rosenow[22].

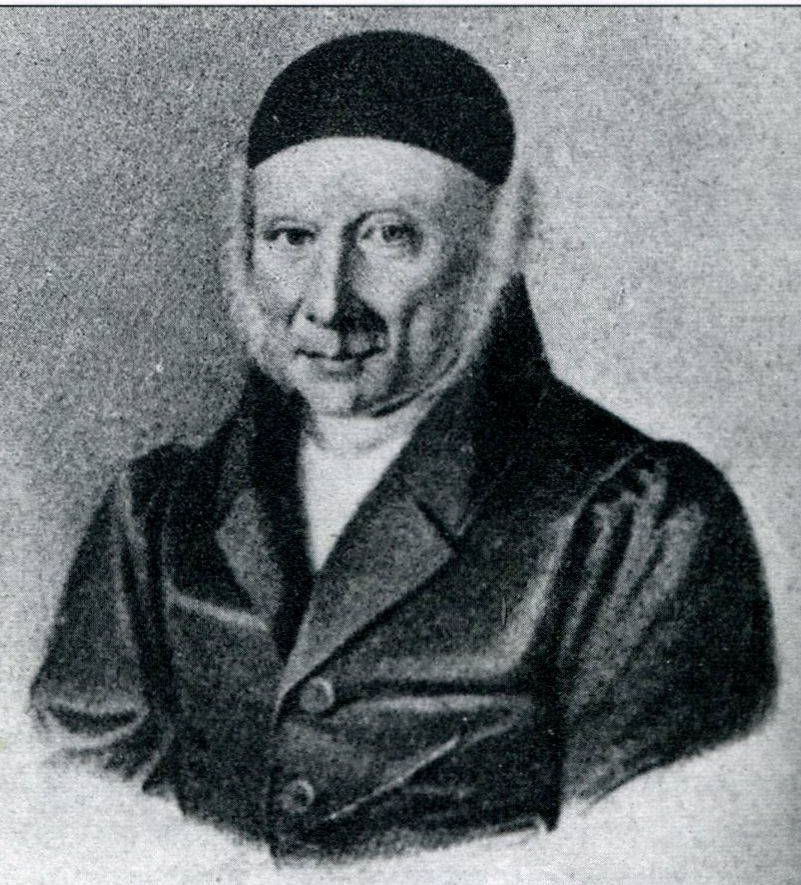
Johann Jakob Christian Engel Küchenmeister 1786

- 1786–1840 Johann Jakob Christian Engel
- 1844–1855 Friedrich Jacob Wilhelm Engel
- 1855–1878 Heinrich Franz Albrecht Engel
- 1878–1902 Heinrich Engel
- 1902–1935 Karl Senst,[23] war der letzte Küchenmeister der mecklenburgischen Landesklöster.[24]

### Syndicus
- erwähnt 1786 Hermann Friedrich Beckmann zu Güstrow
- erwähnt 1845 Hofrat Schmidt zu Waren
- 1852 vakant
- 1855–1869 Wilhelm Friedrich August Schmidt zu Waren.
- 1870–1878 Advocat Carl Meyer zu Malchow
- 1902–1905 Bürgermeister Zelck zu Malchow, Stellvertreter Bürgermeister Warncke zu Röbel

### Gedruckte Quellen
- Mecklenburgisches Urkundenbuch (MUB)
- Mecklenburgische Jahrbücher (MJB)

### Ungedruckte Quellen
Landeshauptarchiv Schwerin (LHAS)
- LHAS 1.5-4/1 Kloster Broda.
- LHAS 1.5-5 Parchimsche Kirchenbriefe.
- LHAS 3.12-1/18 Streitsachen der Herzöge untereinander und mit den Ständen.
- LHAS 2.12-3/2 Klöster und Ritterorden. Kloster Malchow.
- LHAS 3.2-3/2 Landeskloster/Klosteramt Malchow. Nr. 265 Notizen zur Stadtgeschichte und zum Kloster Malchow zusammengestellt 1871. Nr. 328 Übersicht über Dörfer, Kapellen, Kirchen, Zollstellen, Krüge, Mühlen, Grenzen, Schmieden des Klosteramtes Malchow 1703–1704. Nr. 337 Liste sämtlicher Untertanen des Klosters Malchow 1815. Nr. 2150 Übergang des Klosters Malchow in staatliche Verwaltung 1916–1926.
- LHAS 9.1 Reichskammergericht.
- LHAS 11.11 Regesten.

Landesamt für Kultur und Denkmalpflege (LAKD)
- Bauarchäologische und Restauratorische Untersuchungen und Gutachten.